# SN 2002hx
SN 2002hx – supernowa typu II odkryta 11 listopada 2002 roku w galaktyce PGC0023727. W momencie odkrycia miała maksymalną jasność 18,30m.